# Rosacris antennata
Rosacris antennata är en insektsart som beskrevs av Bolívar, I. 1931. Rosacris antennata ingår i släktet Rosacris och familjen torngräshoppor. Inga underarter finns listade i Catalogue of Life.